# 博古諾韋
47°1′42″N 30°27′38″E / 47.02833°N 30.46056°E
博胡諾韋（烏克蘭語：Богунове）是位於烏克蘭西南部的村莊，由敖德萨州贝雷济夫卡区的科諾普利亞內市鎮負責管轄。該村始建於1936年，面積1.31平方公里，海拔高度22米，2001年人口788，人口密度每平方公里601.99人。